# Скороход, Анна Константиновна
А́нна Константи́новна Скорохо́д (укр. Анна Костянтинівна Скороход; род. 14 января 1990, Вышгород, Киевская область) — украинский политик, общественный деятель.
Народный депутат Украины IX созыва. Известна своей резонансной политикой в Верховной Раде Украины, в частности, блокировкой закона про уменьшения «зеленого» тарифа.

## Биография
Окончила Киевский национальный университет культуры и искусств (специальность «Тележурналист, диктор и ведущий телепрограмм»), Национальную академию внутренних дел (специальность «Правоведение»).
Она работала юристом в городском совете, была юристом в различных коммерческих компаниях. 
Занимала должность заместителя директора по организационно-правовым вопросам строительного комбината ООО "Строительный комбинат «Прогресс». 

## Политическая деятельность
Кандидат в народные депутаты от партии «Слуга народа» на парламентских выборах 2019 года (избирательный округ № 93, города Переяслав, Ржищев, Богуславский, Кагарлыкский, Мироновский, Ракитнянский районы). На время выборов: заместитель директора по организационно-правовым вопросам ООО "Строительный комбинат «Прогресс», проживает в городе Борисполь Киевской области. Беспартийная.
Член Комитета Верховной Рады по вопросам энергетики и жилищно-коммунальных услуг.
Член Исполнительного комитета Национальной парламентской группы в Межпарламентском Союзе.